# Grenache

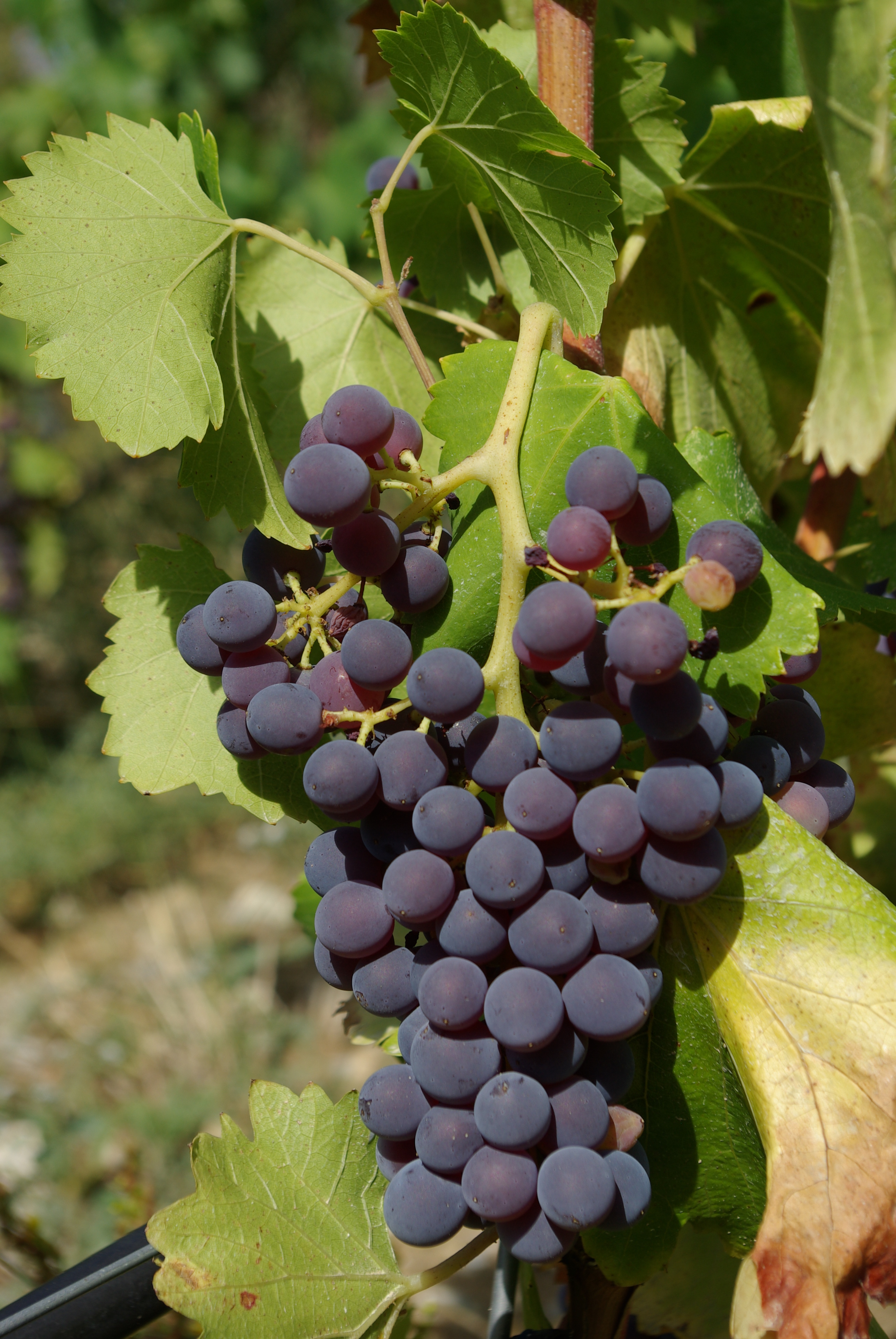
Hrozen odrůdy Grenache

Grenache neboli Garnacha je jedna z nejrozšířenějších odrůd červeného vína na světě. Zraje pozdě, takže potřebuje horké, suché podmínky, jaké jsou ve Španělsku, na Sardinii, na jihu Francie a v Kalifornii v San Joaquin Valley. Vína vyrobená z Grenache mívají nedostatek kyselin, tříslovin a barviv, proto se tato odrůda používá obvykle ve směsi s jinými odrůdami, například Syrah, Carignan, Tempranillo a Cinsaut, i když např. na Sardinii vína se značkou Cannonau di Sardegna DOC musejí podle zákona obsahovat aspoň 99 % místní Grenache (Cannonau).